# Castell de la Palma d'Ebre
El castell de la Palma d'Ebre és un edifici de la Palma d'Ebre (Ribera d'Ebre) declarat bé cultural d'interès nacional.

## Descripció
Està situat dins del nucli urbà de la població de la Palma d'Ebre, al bell mig del nucli antic de la vila.
Es tracta de les escasses restes del castell i la presó de la vila, actualment molt fragmentades i disseminades dins l'entramat del nucli antic. L'antiga presó medieval està situada als baixos de l'actual ajuntament de la població, situat al carrer Major, 11. Es tracta d'un recinte de planta quadrada, format per murs de força amplada bastits en pedra ben desbastada disposada en filades, tot i que actualment els paraments exteriors han estat arrebossats i pintats. Presenta una única finestra rectangular emmarcada amb carreus de pedra ben desbastats, tancada per una portella de fusta reblonada que presenta una petita obertura protegida per dos barrots de ferro. A l'interior, l'espai està cobert per una volta apuntada. Al centre de la volta hi ha un petit forat rectangular. Pel que fa a les restes del castell, el tram de més envergadura conservat està situat a la part posterior de l'ajuntament, formant part d'un habitatge actual al qual s'accedeix des del carrer de Dalt. Es tracta de dos murs atalussats disposats formant cantonada, que es troben en mal estat de conservació. Estan bastits en pedra desbastada i sense treballar de diverses mides, disposada en filades més o menys regulars i amb diverses refeccions posteriors. A la cantonada s'observen alguns carreus escairats i també es conserven fragments de diversos revestiments. Actualment, la part superior d'aquesta estructura ha estat destinada a ser un terrat. Relacionada també amb les restes del castell hi ha les restes d'una torre situada al carrer del Batlle Josep Aymi, que actualment serveix de dipòsit d'aigua. Tot i que molt transformada, la torre presenta els paraments atalussats bastits en pedra desbastada i sense treballar, amb les cantonades bastides amb carreus de pedra ben escairats. Actualment, aquesta estructura presenta una coberta piramidal, amb embigat de fusta interior sostingut per un pilar quadrat central. La façana orientada al carrer presenta dues finestres rectangulars bastides en maons.

## Història
Aquest castell, durant l'època àrab, depenia del reietó que habitava el castell d'Ascó, súbdit del rei moro de Siurana.
La primera menció del castell de la Palma d'Ebre és documentada en una venda de Jaume I i Teresa Gil de Vidaure a Arnau de Bosc. Posteriorment, vers el 1318, passa a mans de la comanda dels hospitalers. Vers el 1399 es torna a registrar la venda de la baronia de Flix i totes les terres que la formaven (la Palma d'Ebre també), per la ciutat de Barcelona. La guerra dels Segadors comporta la seva pèrdua encara que la tornar a recuperar tres anys després. La construcció de la presó està datada l'any 1450 gràcies a un document conservat a l'Arxiu de la Ciutat de Barcelona.
Durant la guerra civil, i especialment els bombardeigs de la batalla de l'Ebre varen destruir-lo.
Avui en dia queden restes d'alguns llenços adossats alguns edificis, restes d'una torre atalussada al dipòsit d'aigua, i la presó del castell, actualment dintre de les dependències de l'ajuntament. A la part posterior de la presó, i a un nivell més alt, es veien antigament unes parets molt velles i amb talús. Els fonaments s'ajuntaven a unes arcades de les cases del davall, arcades fetes amb carreus de pedra, de Can Joan de la Plaça i Casa Galceran.